# Papyrus Greenfield

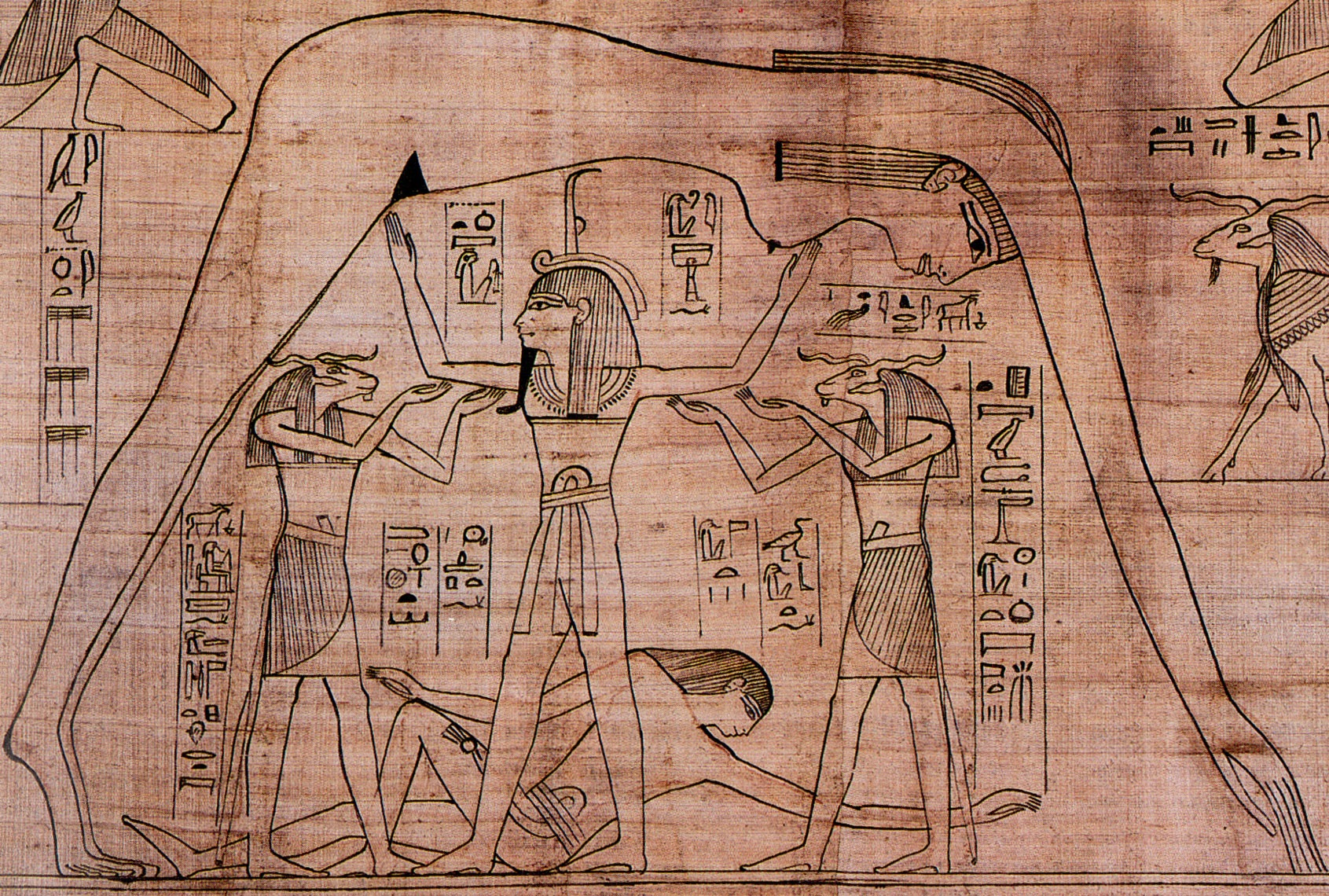
Détail du papyrus Greenfield représentant les dieux Geb, Nout et Shou

Le papyrus Greenfield ou Livre des morts de Nesytanebetisherou est un papyrus égyptien exécuté pour la princesse Nesytanebetisherou, une fille du pharaon Pinedjem II qui a régné durant la XXIe dynastie et date donc du XIe siècle av. J.-C.

## Historique
Le papyrus est découvert dans la deuxième cache de Deir el-Bahari. Il est offert en 1910 par Edith Mary Greenfield au British Museum à Londres et y est conservé depuis lors.

## Description
Le papyrus Greenfield est une transcription du Livre des morts. Long de 37 mètres, c'est le plus long exemplaire de papyrus actuellement connu.